# 胡傑
胡傑（こけつ、フー・ジェ、簡体字中国語: 胡杰、1958年 - ）は、中国の映画制作者、芸術家で、『寻找林昭的灵魂 (Searching for Lin Zhao’s Soul)』（2004年）、『我虽死去 (Though I Am Gone)』（2007年）、『星火 (Spark)』（2013年）からなる「毛沢東思想時代の中国についてのドキュメンタリー三部作」によって知られている。

## 経歴
胡傑は、1958年に山東省済南市に生まれた。
中国人民解放軍芸術学院に学び、その後15年間中国人民解放軍で軍務に就き、さらに新華社勤務を経験した後に、映画監督としてデビューした。
デビュー作となった『圆明园的画家生活』を制作した1995年から、クライアントやプロデューサーなしの自費自作でドキュメンタリー映画の撮影を始め、以降数十作に及ぶ作品を作り上げ、正規の映画流通ルートには載せない形で、各地での作品上映を行なっている。1999年には、映画制作専業となった。
『星火』は、2014年の台湾国際ドキュメンタリー映画祭で「華人ドキュメンタリー審査員特別賞（華人紀錄片獎評審團特別獎）」と「アジアインサイトコンペティション部門優秀賞（亞洲視野競賽優等獎）」を受賞した。
映画制作者としての仕事とは別に、胡傑は木版画家としても実績があり、近年では大躍進政策によって引き起こされた飢饉の場面を描いた連作を2014年に天津市で展示するために制作していたが、この作品は論争を引き起こすこととなり、展示の企画は中止された。

## おもな映画作品
- 林昭の魂を探して（寻找林昭的灵魂、 Searching for Lin Zhao’s Soul）（2004年）
- 私が死んでも（我虽死去、Though I Am Gone）（2007年）
- 国営東風農場（营东风农场）（2009年）
- 星火（星火、Spark）（2013年）
- 文革宣伝画―紅色美術[7][8]